# Уллє Олунд
У́ллє О́лунд (швед. Olle Åhlund, нар. 22 серпня 1920, Дегерфорс — пом. 11 лютого 1996) — шведський футболіст, що грав на позиції захисника за «Дегерфорс» та національну збірну Швеції.

## Клубна кар'єра
У дорослому футболі дебютував 1939 року виступами за команду клубу «Дегерфорс», кольори якої і захищав протягом усієї своєї кар'єри гравця, що тривала цілих п'ятнадцять років.
Помер 11 лютого 1996 року на 76-му році життя.

## Виступи за збірну
1943 року дебютував в офіційних матчах у складі національної збірної Швеції. Протягом кар'єри у національній команді, яка тривала 10 років, провів у формі головної команди країни 34 матчі, забивши 2 голи.
У складі збірної був учасником чемпіонату світу 1950 року у Бразилії, на якому команда здобула бронзові нагороди, а також футбольного турніру на Олімпійських іграх 1952 року у Гельсінкі.

## Кар'єра тренера
Розпочав тренерську кар'єру, повернувшись до футболу після невеликої перерви, 1957 року, очоливши тренерський штаб клубу «Дегерфорс», в якому пропрацював до 1959.
Останнім місцем тренерської роботи був все той же «Дегерфорс», команду якого Уллє Олунд очолював як головний тренер 1970 року.

## Титули і досягнення
- Бронзовий олімпійський призер: 1952
- Бронзовий призер чемпіонату світу: 1950